# Чарльз Едвін Фріпп
Чарльз Едвін Фріпп (4 вересня 1854, Лондон — 1906, Монреаль, Канада) — британський художник-ілюстратор і баталіст.

## Біографія
Чарльз Едвін Фріпп народився 4 вересня 1854 року в Лондоні. Він був четвертою дитиною в сім'ї художника-аквареліста Джорджа Артура Фріппа і його дружини Мері Персіваль. Крім Чарльза, подружжя мало ще одинадцять дітей, в тому числі, сина Вільяма Томаса, який згодом також став відомим канадським художником. 
Отримавши фахову освіту в Німеччині в Мюнхенській академії мистецтв, а також в Нюрнберзі, Фріпп повернувся до Лондона, де заробляв на життя як ілюстратор. Художник став членом Королівського товариства акварелістів. Працював він, головним чином, над картинами на військову тематику. У роки співпраці з виданнями The Graphic і The Daily Graphic  Фріпп часто відвідував Південну Африку, створюючи свої полотна під час кафрських, англо-зулуської, англо-бурських воєн. 
В 90-х роках XIX століття художник також працював на фронтах Першої японсько-китайської війни та іспано-американської війни — на території Філіппін.
В  1880-х роках Фріпп подорожував по Дикому Заходу, створивши низку картин на тему побуту індіанців і ковбоїв.
17 травня 1901 року Чарльз Едвін Фріпп одружився з Лоїс Гертрудою Ренвік. Вони недовго прожили у Великій Британії і незабаром перебралися в Канаду, що було викликано черговим сплеском Золотої лихоманки. Помер Фріпп у 1906 році в Монреалі.
Найбільш відомим полотном пензля Фріппа вважається картина «Битва при Ізандлвані», присвячена одноіменній битві періоду англо-зулуської війни. В 1885 році картина виставлялася в Лондонській Королівській академії мистецтв. На ній зображений останній бій англійського 24-го піхотного полку, що закінчився перемогою переважаючих сил зулусів.